# Университет штата Нью-Йорк в Стони-Бруке
Университет штата Нью-Йорк в Стони-Бруке (англ. State University of New York at Stony Brook), также известный как Университет Стони-Брук — один из четырёх центров Университета штата Нью-Йорк, расположенный в Стони-Бруке, примерно в 105 км к востоку от Манхэттена.

## История
Университет был основан в 1957 году, как филиал университета штата в загородной части острова Лонг-Айленд.
Поначалу кампус находился вдвое ближе к городу Нью-Йорку, а именно там, где сейчас находится Ботанический Сад William Robertson Coe Planting Fields estate — в районе городка Ойстер-Бей. Первые годы университет занимался подготовкой преподавателей общеобразовательных школ к преподаванию математики и точных наук. С 1962 года кампус переехал на новое место и расположился на территории, принадлежавшей филантропу Уорду Мелвиллу, который передал в дар университету участок земли площадью 1,6 км². Именно здесь и находится университет Стони-Брук по сей день, а площадь кампуса за это время выросла более чем в три раза.
Из всех четырёх центральных филиалов университета штата Нью-Йорк, Стони-Брук единственный, который был сформирован уже после создания системы университета штата Нью-Йорк.
Первоначально студенческий городок был сконцентрирован вокруг одной площади, где располагались администрация и офисы, а занятия проходили в здании Гуманитарного колледжа. Часть занятий когда-то проходила и «по старому адресу», там где сейчас находится Ботанический сад, однако территория нынешнего кампуса в Стони-Бруке настолько расширилась, что всем классам хватит здесь места.
Во время движения за гражданские права в 1960-х и позднее во времена Вьетнамской войны университет Стони-Брук был очагом студенческого активизма.

## Структура университета
В состав университета входят высшая школа и 11 колледжей:
- Колледж искусств и наук
- Бизнес-колледж
- Колледж инженерии и прикладных наук
- Стоматологический колледж
- Колледж технологии и менеджмента медицины
- Колледж журналистики
- Колледж гидрометеорологии
- Медицинский колледж
- Колледж медицинских сестёр
- Колледж профессионального развития
- Колледж социального благополучия

Стони-Брук является одним из 10 университетов в США, награждённых Национальным научным фондом США в 1998 году за интегрирование науки и образования.
В 2001 году стал членом Ассоциации американских университетов. В начале 2000-х годов два профессора университета удостоились Нобелевских премий.

### Кампус
Главный кампус университета расположен посреди острова Лонг-Айленд примерно в 60 милях на восток от города Нью-Йорк и в 60 милях на запад от городка Монток, то есть на восточной оконечности острова Лонг-Айленд. Главный Кампус разделён на 3 части: западную, восточную и южную.
- Западный кампус (West Campus) включает в себя бо́льшую часть учебных аудиторий и общежитий. Там же находится библиотека, студенческий центр, спортивный комплекс, а также многие другие подразделения университета.
- Восточный кампус (East Campus) отделён от западного улицей и автомагистралью Nicolls Road. Там находится известный на весь Лонг-Айленд Медицинской центр университета Стони-Брук[англ.]. А также здесь находится множество технических и медицинских лабораторий, медицинский колледж и инкубатор высоких технологий.
- Южный Кампус (South Campus) — наименьший кампус, отделён от западного лесопарком Ashley Schiff Forest Preserve. Здесь расположены остальные медицинские подразделения университета.